# Dominique Marie Varlet
Dominique Marie Varlet (Parigi, 15 marzo 1678 – Rijnwijk, 14 maggio 1742) è stato un vescovo cattolico francese; fu all'origine dello scisma tra la Chiesa cattolica e quella che diventerà la Chiesa vetero-cattolica.

## Biografia

### I primi anni
Dopo gli studi presso il Seminario maggiore degli Oratoriani di Parigi (molto vicino al monastero di Port-Royal), la laurea presso il Collège de Navarre nel 1701 e il dottorato di ricerca in teologia alla Sorbona nel 1706, fu ordinato sacerdote lo stesso anno del dottorato e cominciò il suo ministero nelle parrocchie nei pressi di Parigi.

### Il periodo missionario
Dopo un periodo nel seminario della Società per le Missioni Estere di Parigi (cui si unì nel 1711), si recò in America settentrionale, come missionario al fine di evangelizzare i nativi della Nuova Francia (in particolare in Québec, Louisiana e Illinois) dal 1713 al 1718. Durante un soggiorno in Québec nel 1718 fu richiamato in Francia da parte della gerarchia e fu nominato da papa Clemente XI vescovo coadiutore di Louis-Marie Pidou de Saint-Olon, vescovo di Baghdad, con il titolo di Ascalone. Fu consacrato a Parigi il 19 febbraio 1719 da Jacques de Goyon de Matignon, già vescovo di Condom.

### Dopo la consacrazione episcopale
Successivamente si recò in Persia, passando prima attraverso la Russia e fermandosi ad Amsterdam. Lì venne a sapere che la sede vescovile di Utrecht era vacante poiché il papa aveva rifiutato il candidato proposto dal capitolo della cattedrale, il canonico Cornelius van Steenoven, in quanto sospettato di giansenismo.
Varlet decise di cresimare diverse centinaia di persone (atto cui seguì un ordine d'arresto immediato inviato alle nunziature di Polonia e Germania) per poi tornare alla sua diocesi e riprendere il suo episcopato a Babilonia; si stabilì a Shamaké (ora Azerbaigian). Il 26 marzo 1720 apprese che la Santa sede lo aveva sospeso a divinis dal 7 maggio 1719, a seguito delle confermazioni che aveva amministrato nei Paesi Bassi e della mancata firma della bolla Unigenitus.

### Le consacrazioni di Utrecht
Tornato in Europa, cercò invano di far revocare la sospensione, dopodiché si rifugiò nei Paesi Bassi. Ivi consacrò, contro gli ordini del papa, diversi vescovi della sede di Utrecht: Steenoven, nel 1724 (papa Benedetto XIII lo scomunicherà per quest'atto con il breve apostolico Qua Sollicitudine) e il suo successore eletto, Cornelius Johannes Barchman Wuytiers. Nel 1733 fu eletto successore di quest'ultimo Theodorus van der Croon, per la cui consacrazione fu interpellato nuovamente Varlet, il quale inizialmente rifiutò per poi accettare dopo un anno e mezzo. Infine, nel 1739, Varlet consacrò anche il successore di van der Croon, Petrus Johannes Meindaerts, ultimo arcivescovo di Utrecht a ricevere la consacrazione episcopale da lui.
Varlet, i vescovi eletti consacrati da lui e i loro sostenitori furono scomunicati latae sententiae come scismatici. Questo scisma segnò il punto di svolta nel processo che portò alla nascita della Chiesa vetero-cattolica, che raccolse molti oppositori della bolla Unigenitus.
Morì nel 1742.

## Genealogia episcopale
La genealogia episcopale è:
- Cardinale Scipione Rebiba
- Cardinale Giulio Antonio Santori
- Cardinale Girolamo Bernerio, O.P.
- Arcivescovo Galeazzo Sanvitale
- Cardinale Ludovico Ludovisi
- Cardinale Luigi Caetani
- Vescovo Giovanni Battista Scanaroli
- Cardinale Antonio Barberini, O.S.Io.Hieros.
- Arcivescovo Charles-Maurice le Tellier
- Vescovo Jacques Bénigne Bossuet
- Vescovo Jacques de Goyon de Matignon
- Vescovo Dominique Marie Varlet

La successione apostolica della maggior parte dei vescovi contemporanei viventi della Chiesa cattolica liberale, mariaviti, e vetero-cattolici e di parte dei 'vescovi' luterani e di gran parte degli "Episcopi vagantes" deriva dalle ordinazioni di Varlet.